# Monștrii (povestire)
„Monștrii” (engleză: "The Monsters") este o povestire științifico-fantastică umoristică scrisă de autorul american Robert Sheckley. A apărut inițial în revista The Magazine of Fantasy and Science Fiction din martie 1953 și apoi a fost publicată în colecția de povestiri Untouched by Human Hands din 1954. A mai fost inclusă în colecția The Starlit Corridor din 1967.
În limba română a fost tradusă de Delia Ivănescu și a fost publicată în volumul Monștrii (1995, Editura Nemira, Colecția Nautilus).

## Prezentare
O specie extraterestră simțitoare încearcă să se ocupe de primul lor contact cu oamenii.
Într-un sat de pe o planetă nedenumită coboară un obiect ascuțit și strălucitor. Sătenii se întreabă dacă acesta aparține unor ființe inteligente și morale de undeva din Universul mare. Între timp ei se ocupă de omorârea nevestelor cu cozile lor la fiecare 25 de zile, totul pentru controlul populației (en) feminine. Când străinii observă comportamentul sătenilor deschid focul după ce aceștia le ucid o femelă și ucid 17 masculi și 53 de femele locale. Sătenii sunt convinși acum că străinii nu sunt ființe morale deoarece spun „neadevăruri intenționate” și sunt în stare de un „efort ucigaș conjugat”. Femelele locale luptă singure pentru gonirea străinilor și păstrarea tradițiilor de pe planetă. La sfârșit se hotărăște că pentru o perioadă nevestele vor fi ucise mai devreme de 25 de zile și toate femelele din țarcurile cu surplus de femele aplaudă cu frenezie. 

## Legături externe
- en  Istoria publicării lucrării Monștrii la Internet Speculative Fiction Database